# أربيان بوقي
الأربيان البوقي (باللاتينية: Anthemis tubicina) نوع نباتي يتبع جنس الأربيان من الفصيلة النجمية.

## الموئل والانتشار
موطنه بلاد الشام وتركيا.